# 20861 Lesliebeh
20861 Lesliebeh è un asteroide della fascia principale. Scoperto nel 2000, presenta un'orbita caratterizzata da un semiasse maggiore pari a 2,6212843 UA e da un'eccentricità di 0,1009439, inclinata di 2,63576° rispetto all'eclittica.